# 萨拉夫尔
萨拉夫尔（法語：Salavre，法語發音：[salavʁ]）是法国东部安省的一个市镇，属于布雷斯地区布尔格区。

## 地理
萨拉夫尔（46°21'50"N, 5°20'46"E）面积7.77 平方千米，位于法国奥弗涅-罗讷-阿尔卑斯大区安省，该省份为法国东部省份，北起汝拉省，西北接索恩-卢瓦尔省，西接罗讷省和里昂大都会，南至伊泽尔省，东与萨瓦省、上萨瓦省和瑞士接壤。
与萨拉夫尔接壤的市镇（或旧市镇、城区）包括：科利尼、库尔芒古、韦尔容、维勒莫捷、瓦勒代皮、瓦勒叙朗。

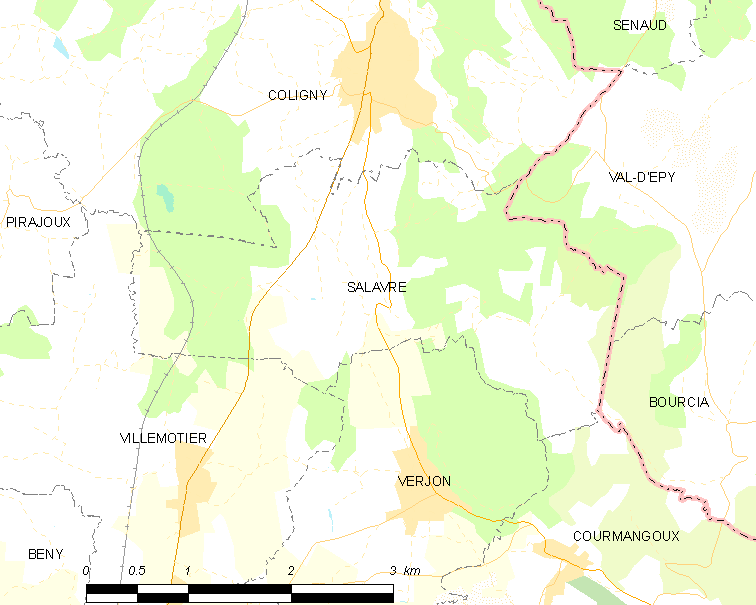
萨拉夫尔的OSM定位图

萨拉夫尔的时区为UTC+01:00、UTC+02:00（夏令时）。

## 行政
萨拉夫尔的邮政编码为01270，INSEE市镇编码为01391。

## 政治
萨拉夫尔所属的省级选区为圣艾蒂安迪布瓦县。

## 人口

1962-2008年间萨拉夫尔人口变化图示

萨拉夫尔于2022年1月1日时的人口数量为295人。